# Krokgöl (Gärdserums socken, Småland)
Krokgöl är en sjö i Åtvidabergs kommun i Småland och ingår i Storåns huvudavrinningsområde.